# Milton (Carolina del Nord)
Milton è un comune degli Stati Uniti d'America, situato in Carolina del Nord, nella contea di Caswell.